# Anopsicus grubbsi
Anopsicus grubbsi là một loài nhện trong họ Pholcidae. Loài này được phát hiện ở México.